# Италијанска партија
Овај чланак користи алгебарску шаховску нотацију како би се описали шаховски потези.
Италијанска партија је шаховско отварање, тачније фамилија шаховских отварања, коју карактеришу почетни потези:
1. е4 е5 2. Сф3 Сц6 3. Лц4 Лц5
Отварaња која произилазе из италијанске партије су међу најстаријим забележеним отварањима и редослед потеза је познат као Епин Дорсал. Помиње се у италијанским шаховским рукописима још у 15. веку као "Ђоко пиано“ (итал. Giuoco Piano) (италијански: „мирна игра"). Премда је отварање први играо португалац Дамиано на почетку 15. века, италијан Греко почетком 16. века је имао више утицаја на даљи развој. Италијанска партија је управо добила име због Грековог утицаја, док је по Дамиану на његову несрећу дато име одбрани са почетним потезима: 1. е4 е5 2. Сф3 Ф6?, која је осуђена на пропаст. На првом шаховском турниру, играном 1575. године играном на двору шпанског краља Филипа II, забележен је почетак игре који носи „италијанско“ обележје. 
Одбрана са два скакача је била анализирана од стране Ђулија Чезаре Полериа (око 1550 — око 1610.) 1580-тих година. Током векова отварање је уживало изванредну популарност, али данас, шест векова од доба бриљантне италијаске шаховске школе, на мајсторским турнирима постало је куриозитет.
Према шаховској бази, бели има око 46% шансе за победу.

## Карактеристике
Бели се брзо развија, али то чини и црни. Бели може изградити и пешачки центар, али под неповољним условима, односно центар на основу којег не може градити даљу акцију. То је прави узрок пада популарности овог отварања.

## Историјат
Најстарије је забележено шаховско отварање. Налазимо га у првим писаним књигама теорије отварања под називом итал. Giuoco piano.

## Варијанте
- Игра два скакача 3. Сф6
- 3. Лц5
- Мађарска одбрана 3. Ле7
- Париска одбрана 3. д6
- Розеов Гамбит 3. ф5
- Костићев Гамбит 3. Сд4
- остали наставци после 3. Лц4